# Oleg Grigorjewitsch Grigorjew
Oleg Grigorjewitsch Grigorjew (russisch Олег Георгиевич Григорьев; * 25. Dezember 1937 in Moskau) ist ein ehemaliger sowjetischer Boxer. Er war Olympiasieger 1960 in Rom und dreifacher Europameister der Amateure jeweils im Bantamgewicht (bis 54 kg Körpergewicht).

## Werdegang
Oleg Grigorjew begann als Jugendlicher bei „Trud Rezervy“ (Arbeiterreserven) Moskau mit dem Boxen. 1957 trat er erstmals nachhaltig in Erscheinung, als er bei der sowjetischen Meisterschaft im Bantamgewicht hinter dem zweifachen Vize-Europameister Boris Stepanow den 2. Platz belegte. Offenbar hatte er dadurch das Vertrauen der verantwortlichen Trainer Ogurenkow und Tscherbakow gewonnen, denn er wurde schon im gleichen Jahr bei der Europameisterschaft in Prag eingesetzt. Grigorjew konnte dort voll überzeugen und siegte über den Finnen Limonen nach Punkten, kam im Viertelfinale zu einem kampflosen Sieg über den Österreicher Huber, weil dieser verletzt war, und besiegte im Halbfinale den Hamburger Peter Goschka klar nach Punkten. Im Finale siegte er auch über den Italiener Gianfranco Piovanesi klar nach Punkten und war damit Europameister im Bantamgewicht.
1958 gewann Oleg Grigorjew dann durch einen Punktsieg über Boris Stepanow erstmals den sowjetischen Meistertitel im Bantamgewicht. Internationale Meisterschaften fanden in diesem Jahr nicht statt.
1959 fehlte Oleg Grigorjew bei der sowjetischen Meisterschaft. Er war aber bei der EM in Luzern wieder im Bantamgewicht am Start. Er siegte dort u. a. im Halbfinale über den Polen Zygmunt Zawadzki und traf im Finale auf den 19-jährigen Horst Rascher aus der Bundesrepublik Deutschland. Überraschenderweise fand er dabei während des ganzen Kampfes keine Einstellung gegen den schnellen Deutschen und verlor einstimmig nach Punkten.
1960 verlor Grigorjew bei der sowjetischen Meisterschaft wieder gegen Boris Stepanow, kam aber trotzdem bei den Olympischen Spielen in Rom zum Einsatz. Dort siegte er im Achtelfinale über Waldemiro Claudiano aus Brasilien klar nach Punkten, hatte aber in seinem nächsten Kampf Glück, dass er gegen den Briten Francis Taylor einen 3:2-Punktsieg zugesprochen erhielt. Im Viertelfinale schlug er den Burmesen Thein Myint nach Punkten und im Halbfinale siegte er über den Polen Brunon Bendig, der im Viertelfinale Horst Rascher ausgepunktet hatte, mit 4:1 Richterstimmen. Im Finale hatte er gegen den Italiener Primo Zamparini, der von 20.000 Landsleuten fanatisch angefeuert wurde, schwer zu kämpfen, um zu einem knappen 3:2-Punktsieg zu kommen. Von italienischer Seite war man mit dieser Entscheidung gar nicht zufrieden, man war der Meinung, dass Zamparini den Kampf gewonnen hatte. Trotzdem war Oleg Grigorjew damit Olympiasieger.
1961 startete Grigorjew nicht bei der sowjetischen Meisterschaft; bei der Europameisterschaft dieses Jahres in Belgrad wurde im Bantamgewicht Sergej Siwko eingesetzt. Grigorjew war zwischenzeitlich in die Rote Armee eingetreten und gehörte nunmehr dem Zentralen Sportklub der Armee (ZSKA) Moskau an. Er war dann auch bei der 2. Meisterschaft der Armeen der sozialistischen Staaten in Sofia am Start und siegte dort im Bantamgewicht im Endkampf über Kostadin Georgiew aus Bulgarien nach Punkten.
Im Jahre 1962 wurde Oleg Grigorjew nach 1958 zum zweiten Mal sowjetischer Meister. Er besiegte im Finale Sergej Siwko nach Punkten. Anschließend siegte er im tschechischen Kromeriz bei der 3. Meisterschaft der Armeen der soz. Staaten im Finale durch einen erneuten Sieg über Kostadin Georgiew.
1963 landete Oleg Grigorjew seinen dritten Titelgewinn bei der sowjetischen Meisterschaft und holte sich in Moskau auch zum zweiten Mal den Europameistertitel im Bantamgewicht. Er musste dabei nur drei Kämpfe bestreiten und besiegte Ferenc Csega aus Ungarn und Reiner Poser aus der DDR nach Punkten und wurde im Finale K.-o.-Sieger in der 3. Runde über den Jugoslawen Branislav Petric.
Nach seinem erneuten Titelgewinn bei der sowjetischen Meisterschaft im Jahre 1964, er besiegte dort im Finale wieder Sergej Siwko nach Punkten, kam er auch bei den Olympischen Spielen in Tokio zum Einsatz. Er siegte dort im Achtelfinale über den Olympiasieger von 1960 im Fliegengewicht, den Ungarn Gyula Török, durch K. o. in der 2. Runde, erlebte aber schon im Viertelfinale eine böse Überraschung, als er gegen den unorthodox boxenden Mexikaner Juan Mendoza klar nach Punkten verlor.
Oleg Grigorjew ließ sich von dieser Enttäuschung aber nicht entmutigen und feierte 1965 wieder große Erfolge. Er siegte erneut bei der sowjetischen Meisterschaft im Bantamgewicht und kam in der gleichen Gewichtsklasse bei der EM in Ost-Berlin zu seinem dritten Titelgewinn. Er siegte dabei über Jimmy Henry aus Irland, Tibor Papp aus Ungarn, Niculae Giju aus Rumänien und Jan Gałązka aus Polen jeweils nach Punkten.
1966 pausierte Grigorjew bei Meisterschaften und holte sich 1967 bei der sowjetischen Meisterschaft nach 1958, 1962, 1963, 1964 und 1965 seinen sechsten Meistertitel. Mit dem Abschluss seiner internationalen Karriere konnte er aber nicht zufrieden sein, denn er verlor bei der Europameisterschaft dieses Jahres in Rom schon in der Vorrunde gegen Jan Gałązka und schied aus.
Insgesamt gesehen war Oleg Grigorjew aber mit einem Olympiasieg, drei Europameistertiteln und sechs sowjetischen Meistertiteln einer der erfolgreichsten Bantamgewichtsboxer bei den Amateuren, der jemals im Ring stand.
Nach 1967 besuchte er das Iwanowo-staatliche-pädagogische-Institut und wurde Lehrer. Für seine Leistungen im Ring erhielt er u. a. den Titel Verdienter Meister des Sports der UdSSR und den Rot-Banner-Orden. Seinen 70. Geburtstag feierte im Dezember 2007 in Moskau bei bester Gesundheit.

### Länderkämpfe
- 1957 in Hamburg, BRD gegen UdSSR, KO-Sieger 3. Runde über Malchow, Weinheim,
- 1957 in Kiel, BRD gegen UdSSR, Punktsieger über Peter Goschka, Hamburg,
- 1958 in Moskau, UdSSR gegen BRD, Punktsieger über Eickelmann, Köln,
- 1959 in Dortmund, BRD gegen UdSSR, Punktsieger über Otto Schröck, Schweinfurt,
- 1960 in Stockholm, Skandinavien gegen UdSSR, Punktsieger über V. Lindblad, Schweden,
- 1960 in Moskau, UdSSR gegen BRD, Punktniederlage gegen Horst Rascher, Ulm,
- 1962 in London, England gegen UdSSR, Punktsieger über Peter Bennyworth,
- 1962 in Wolverhampton, England gegen UdSSR, Punktsieger über Eddie Ashwell,
- 1963 in Łódź, Polen gegen UdSSR, Punktsieger über Brunon Bendig,
- 1964 in Moskau, UdSSR gegen Polen, Punktsieger über Stanislaw Zydaczek,
- 1967 in Berlin, West-Berlin gegen UdSSR, Punktsieger über Burkhard Barnowski

### Ergebnisse der sowjetischen Meisterschaften mit Oleg Grigorjew
- 1957: 1. Boris Stepanow, 2. Oleg Grigorjew, 3. I. Iwanow,
- 1958: 1. Oleg Grigorjew, 2. Boris Stepanow, 3. S. Chatulidi,
- 1960: 1. Boris Stepanow, 2. Oleg Grigorjew, 3. E. Jerkin u. Wjatscheslaw Tschernow,
- 1962: 1. Oleg Grigorjew, 2. Sergej Siwko, 3. B. Nadeschdin u. Wladimir Botwinik,
- 1963: 1. Oleg Grigorjew, 2. Wladimir Garanin, 3. Alexander Schaschkow u. Zabrail Yusufow,
- 1964: 1. Oleg Grigorjew, 2. Sergej Siwko, 3. Witali Bendalowski u. Alexander Schaschkow,
- 1965: 1. Oleg Grigorjew, 2. Algis Zurza,3. W. Beluschow u. Piotr Tschedinskitsch,
- 1967: 1. Oleg Grigorjew, 2. B. Nyazow, 3. Wladimir Garanin u. Witali Bendalowski